# تاد مک‌کارتی
تاد مک‌کارتی (انگلیسی: Todd McCarthy ) یک منتقد اهل ایالات متحده آمریکا است.برای مدت 31 سال او به عنوان رییس بخش نقد فیلم مجله ورایتی تا سال 2010 کار کرد.